# Pontevedra, cuna de Colón
Pontevedra, cuna de Colón es una película documental española muda de 1927 realizada por Enrique Barreiro en la que defiende la teoría de que el famoso explorador Cristóbal Colón es de origen gallego, concretamente nacido en la ría de Pontevedra.
A lo largo de la pieza se exponen argumentos por los cuales existiría la posibilidad de que Colón hubiera pasado su infancia en la ría de Pontevedra, situando su nacimiento en el pueblo de San Salvador, el cual lo inspiró para nombrar a lo que hoy en día es La Republica de El Salvador (con capital en San Salvador). De la misma manera habría bautizado varios de los territorios que descubrió en el Nuevo Mundo.